# Malmeanthus
Malmeanthus là một chi thực vật có hoa trong họ Cúc (Asteraceae).

## Loài
Chi Malmeanthus gồm các loài: